# 阿胶
阿胶，又稱作阿井膠、陳阿膠、驢皮膠、傳致膠。是驢皮煎煮濃縮後的固体動物膠，含约80%的蛋白質（特别是甘氨酸）。
阿膠得名於其原產地，即今中华人民共和国山东省济南市平阴县的东阿镇，此地曾為东阿县的县治。

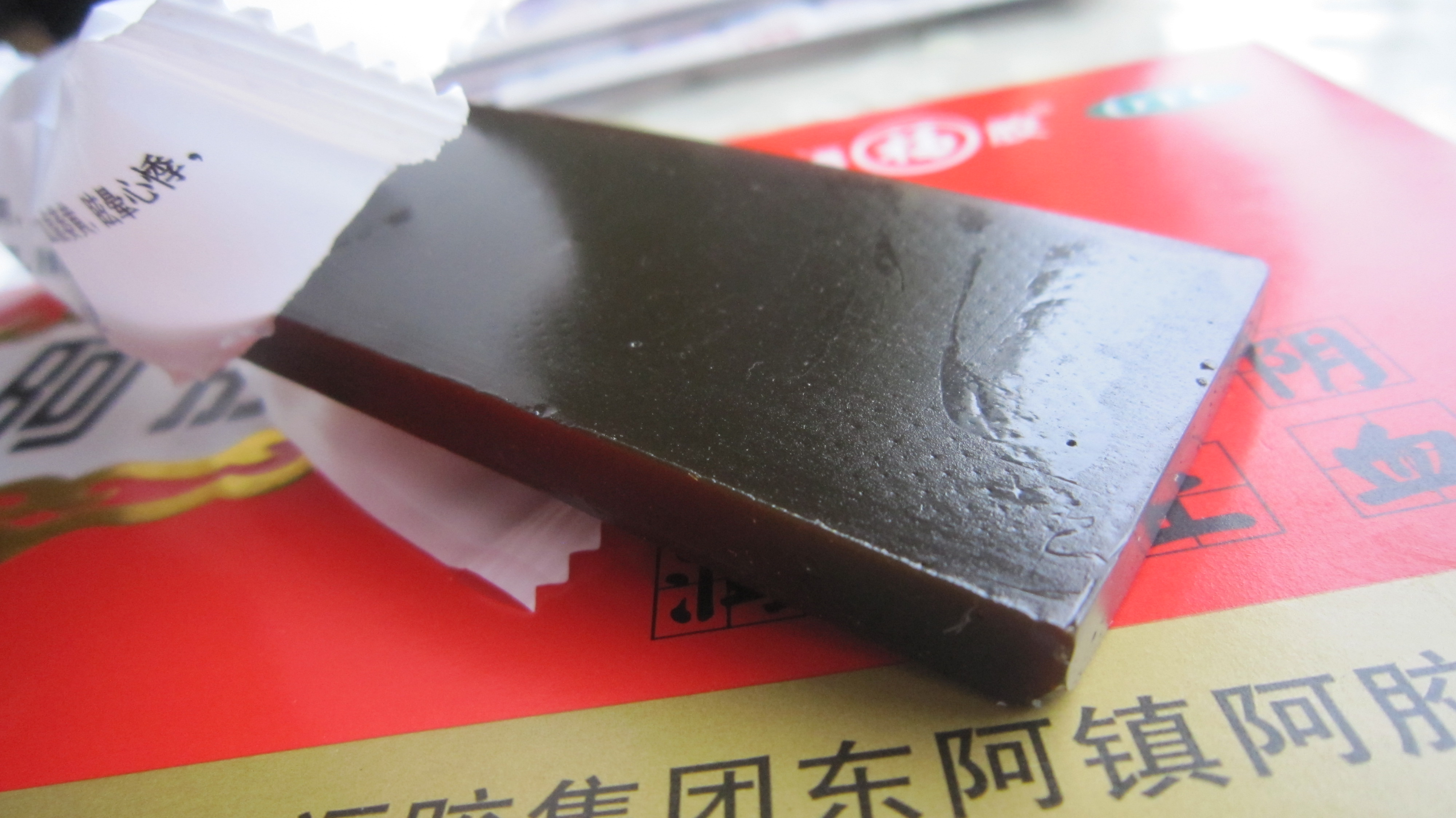
一块阿胶

## 古籍记载
《本草綱目》記載古代大多用牛皮，而後來才以驢皮為貴。
古書中有以下用途：
1. 用于血虚萎黄，眩晕，心悸等。为补血之佳品。常与熟地黄、当归、黄芪等补益气血药同用。[來源請求]
2. 用于多种出血症。止血作用良好。对出血而兼见阴虚、血虚证者，尤为适宜。[來源請求]治血热吐衄，配伍蒲黄、生地黄，如《千金翼方》，治吐衄咳唾失血既多，虚倦神怯，配伍蔘、白及等，如《痰火点雪》；治肺破嗽血，配伍人参、天冬、北五味子、白及等，如《直指方》阿胶散；治便血如下豆汁，配伍当归、赤芍等，如阿胶芍药汤；治先便后血，配伍白芍、黄连等，如《医林集要》阿胶丸；治冲任不固，崩漏及妊娠下血，配伍生地黄、艾叶等，如胶艾汤。
3. 用于阴虚证及燥证。能滋阴润燥。治温燥伤肺，干咳无痰，配伍麦冬、杏仁等，如清燥救肺汤，治热病伤阴，虚烦不眠，配白芍、鸡子黄等，如黄连阿胶汤；治热病伤阴，液涸风动，手足瘈疭，配龟板、牡蛎、白芍、生地黄等，如大定风珠。[來源請求]

## 真伪鉴定
2020年Cai等人找到了一些“仅驴胶原蛋白有”的多肽消化产物，称可以用来和马皮、骡皮等伪品鉴别。

## 功效争议
因为其成分主要为胶原蛋白，并没有抑制出血、治疗贫血或者改善免疫力的有效成分，对于阿胶的功效存在较大争议。

### 多肽理论
2016年Wu等人声称阿胶和其中胶原蛋白消化出的一个短肽可以提升贫血小鼠的造血能力，但没有描述是否其他动物胶能不能消化出这类成分。Wu等人找到的两个可能多肽原本都是匹配到了牛的胶原蛋白序列。2024年Zhang等人声称单独合成阿胶酶解产物中两个多肽就可以在斑马鱼中达到促造血效果，但这些多肽并未和Cai找到的“仅驴有”的序列重合，且blastp还是显示这几个多肽也存在于其他物种的胶原蛋白。

## 注意事项
中醫認為阿膠性滋腻，有碍消化，胃弱便溏者慎用。

## 其他用途

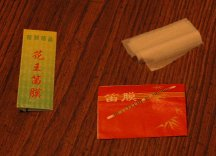
笛膜

阿胶也是把笛膜贴在笛子上的常用胶种之一。

## 替代
《卫生部药品标准》中药成方制剂第十九册第234页载“新阿胶”，是猪皮明胶。

## 法律问题
2010年代中叶，世界各地驴价随着阿胶需求大涨。乌干达、坦桑尼亚、博茨瓦纳、尼日尔、布基纳法索、马里和塞内加尔因此禁止向中国出口驴。2017年11月，善待动物组织亚洲分会发布视频，显示饲养的驴条件肮脏、待遇不道。2019年11月，The Donkey Sanctuary报告说全球阿胶需求需要480万只驴的皮来满足，导致世界驴数锐减。 对驴皮的需求与巴西东北部毛驴数量的减少有关，导致巴西联邦法院暂停屠宰毛驴出口到中国。
美国國會研究處（CRS）发现，每年约有230-480万只驴被屠宰用于阿胶。因此，人们担心合法和非法的驴皮贸易都会威胁到驴的数量。例如，博茨瓦纳的毛驴数量在2011年至2021年间减少了70%。2019年九月，众议员堂·拜爾（D-VA-8）写下HR 5203（阿胶法案），该法案将禁止在州际或对外贸易中明知故犯地销售或运输阿胶（或含有阿胶的产品），理由是驴的数量在减少，而植物性明胶的供应量在增加。法案递交到美国众议院能源和商业委员会，又转向其卫生分会研究。